# Zweiblättriger Blaustern
Der Zweiblättrige Blaustern (Scilla bifolia), auch Sternhyazinthe oder Zweiblättrige Meerzwiebel genannt, ist eine Pflanzenart aus der Familie der Spargelgewächse (Asparagaceae). Er ist Mitglied einer formenreichen, vor allem in Südosteuropa und im östlichen Mittelmeerraum vielfältigen Artengruppe Scilla bifolia agg. In Mitteleuropa wird er selten als Zierpflanze kultiviert.

## Beschreibung
Der Zweiblättrige Blaustern ist eine ausdauernde krautige Pflanze, die Wuchshöhen von (5 bis) 15 bis 20 Zentimetern erreicht. Dieser Geophyt bildet eine Zwiebel als Überdauerungsorgan. Unter den trockenen Hüllen sind die Zwiebeln rosa. Pro Zwiebel wird ein Stängel gebildet. Dieser hat einen runden Querschnitt. Es sind zwei Blätter vorhanden.
Die (drei bis) vier bis sieben (bis zwölf) Blüten sind zu einer einseitigen Traube angeordnet. Deck- und Vorblätter fehlen beinahe. Die Knospen sind graublau bis blau. Die Perigonblätter sind hellblau gefärbt ohne weißen Grund und (7 bis) 8 bis 9 Millimeter lang und 3 bis 3,5 Millimeter breit. Die olivbraunen, trocken dunkelbraunen Samen messen frisch 2,5 mm im Durchmesser und besitzen Ölkörper.
Die Blütezeit reicht von März bis April.
Die Chromosomenzahl beträgt 2n = 18.

## Ökologie
Der Zweiblättrige Blaustern ist ein Frühjahrs-Geophyt.
Die Blüten sind homogame „Nektar führende Scheibenblumen“. Der Nektar wird an den Wänden der Fruchtknoten abgeschieden. Bestäuber sind unter anderem Fliegen.
Die Früchte sind als Selbstaussäer wirkende Kapseln. Die reifen Fruchtstängel neigen sich zum Boden, und die weichen Kapseln platzen auf. Die Samen besitzen  ein Elaiosom und werden von Ameisen ausgebreitet, beispielsweise durch die Schwarze Wegameise Lasius niger.
Die vegetative Vermehrung erfolgt über die Zwiebeln, und Wühlmäuse verbreiten sie im Gelände.

## Vorkommen
Scilla bifolia kommt in Spanien, in Frankreich, Italien, in Süd- und Mittel-Deutschland sowie in nahe verwandten und sehr ähnlichen Kleinarten bzw. bei weiter Artauffassung in den Gebirgen des östlichen Mittelmeerraums, in der Ukraine, im Kaukasus und in Vorderasien in frischen Falllaubwäldern vor.
In Deutschland stößt die submediterrane Pflanze klimabedingt an ihre Verbreitungsgrenze: „In Deutschland wächst der Blaustern vor allem an Donau und Rhein sowie deren Nebenflüssen, außerdem auf bodenfeuchten Laubmischwäldern im Pfälzerwald und auf der Haardt. Eines der nördlichsten Vorkommen liegt am Rande des Siebengebirges bei Bonn, am Übergang von Mittel- zu Niederrhein. Besonders große Blausternteppiche kann man in den Auwäldern der nördlichen Oberrheinebene bewundern.“ In Grünanlagen sind die Blütenteppiche „etwa in Baden-Württemberg am Bruchsaler Schloss oder in Bayern am Schloss Ellingen bei Weißenburg“ zu bewundern.
Scilla bifolia ist eine Charakterart der Klasse Querco-Fagetea, kommt aber besonders in Gesellschaften der Verbände Alno-Ulmion, Carpinion, Tilio-Acerion, Fagion und der Ordnung Quercetalia pubescentis vor. Die ökologischen Zeigerwerte nach Landolt et al. 2010 sind in der Schweiz: Feuchtezahl F = 3+w (feucht aber mäßig wechselnd), Lichtzahl L = 2 (schattig), Reaktionszahl R = 4 (neutral bis basisch), Temperaturzahl T = 4+ (warm-kollin), Nährstoffzahl N = 3 (mäßig nährstoffarm bis mäßig nährstoffreich), Kontinentalitätszahl K = 2 (subozeanisch).

## Toxikologie
Giftig ist die gesamte Pflanze, besonders aber Zwiebeln und Samen. Hauptwirkstoffe sind Saponine und in einigen Arten herzaktive Glykoside. Der Saft kann bei empfindlichen Personen Hautreizungen hervorrufen.

## Nutzung
Der in Deutschland selten wild wachsende Zweiblättrige Blaustern ist durch die Bundesartenschutzverordnung besonders geschützt, er darf also selbst für kleine Handsträuße nicht gepflückt werden.
Als Zierpflanze wird der Frühblüher seit spätestens 1594 kultiviert, seine Blumenzwiebeln sind einfach zu vermehren und werden (auch in verwandten Kleinarten) bis heute im Pflanzenhandel angeboten. Jedoch wird er in Deutschland selten als Zierpflanze genutzt. Nur wenn ihm die Standortbedingungen in den wärmeren Gegenden Süd- und Westdeutschlands zusagen, bildet er als Wildpflanze Massenvorkommen aus und ist auch als Zierpflanze nutzbar (siehe oben: Vorkommen). In anderen Gegenden eignet sich der ähnliche Sibirische Blaustern (Othocallis siberica) besser zur Gartenkultur.
Scilla bifolia ist gut frosthart, gedeiht in sonnigen bis leicht halbschattigen Lagen im submediterranen Klima und benötigt frischen humosen nährstoffreichen Boden. Die Blüten der Sorte 'Alba' sind weiß, die der Sorte 'Carnea' hellrosa.